# 帕特罗斯 (菲律宾)
帕特罗斯，菲律賓華人译作巴戴洛示（闽南语白話字：Pa-tì-lo̍k-sī），是位于菲律宾马尼拉大都会的一个城市，於2010年人口为64,147人，辖区面积只有2.1平方公里，是马尼拉大都会中最小的城市，下辖10个镇。经济产业以鸭养殖业最为著名，主要产品为巴鲁特。